# Veikkausliiga 2001
La Veikkausliiga 2001 fu la novantaduesima edizione della massima serie del campionato finlandese di calcio, la dodicesima come Veikkausliiga. Il campionato, con il formato a girone unico e composto da dodici squadre, venne vinto dal Tampere United. Capocannoniere del torneo fu Paulus Roiha, calciatore dell'HJK, con 22 reti realizzate.

## Stagione

### Novità
Dalla Veikkausliiga 2000 vennero retrocessi il TPS e il Kotkan TP, mentre dalla Ykkönen vennero promossi il KuPS e l'Atlantis, vincitore dello spareggio contro il TPS.

### Formula
Le dodici squadre si affrontavano tre volte nel corso del campionato, per un totale di 33 giornate. La prima classificata era decretata campione di Finlandia e veniva ammessa alla UEFA Champions League 2002-2003. La seconda e la terza classificata venivano ammesse alla Coppa UEFA 2002-2003. Se la vincitrice della Suomen Cup, ammessa alla Coppa UEFA 2002-2003, si classificava al secondo o al terzo posto, anche la quarta classificata veniva ammessa alla Coppa UEFA. L'ultima classificata veniva retrocessa direttamente in Ykkönen, mentre l'undicesima classificata affrontava la seconda classificata in Ykkönen in uno spareggio promozione/retrocessione.

## Squadre partecipanti
| Club        | Città        | Stadio                        | Stagione 2000              |
| ----------- | ------------ | ----------------------------- | -------------------------- |
| Atlantis    | Helsinki     | Töölön Pallokenttä            | 2º posto in Ykkönen        |
| Haka        | Valkeakoski  | Tehtaan kenttä                | Campione di Finlandia      |
| HJK         | Helsinki     | Finnair Stadium               | 4º posto in Veikkausliiga  |
| Inter Turku | Turku        | Kupittaa                      | 7º posto in Veikkausliiga  |
| Jazz        | Pori         | Porin stadion                 | 5º posto in Veikkausliiga  |
| Jokerit     | Helsinki     | Stadio olimpico               | 2º posto in Veikkausliiga  |
| KuPS        | Kuopio       | Kuopion keskuskenttä          | 1º posto in Ykkönen        |
| Lahti       | Lahti        | Lahden Stadion                | 8º posto in Veikkausliiga  |
| MyPa        | Anjalankoski | Saviniemi                     | 3º posto in Veikkausliiga  |
| RoPS        | Rovaniemi    | Rovaniemen Keskuskenttä       | 9º posto in Veikkausliiga  |
| Tampere Utd | Tampere      | Tammela                       | 6º posto in Veikkausliiga  |
| VPS         | Vaasa        | Hietalahden jalkapallostadion | 10º posto in Veikkausliiga |

## Classifica finale
|  | Pos. | Squadra     | Pt | G  | V  | N  | P  | GF | GS | DR  |
|  | ---- | ----------- | -- | -- | -- | -- | -- | -- | -- | --- |
|  | 1.   | Tampere Utd | 68 | 33 | 21 | 5  | 7  | 47 | 31 | +16 |
|  | 2.   | HJK         | 67 | 33 | 19 | 10 | 4  | 64 | 19 | +45 |
|  | 3.   | MyPa        | 62 | 33 | 17 | 11 | 5  | 45 | 23 | +22 |
|  | 4.   | Haka        | 52 | 33 | 14 | 10 | 9  | 44 | 29 | +15 |
|  | 5.   | Inter Turku | 49 | 33 | 15 | 4  | 14 | 46 | 47 | -1  |
|  | 6.   | VPS         | 45 | 33 | 14 | 3  | 16 | 50 | 52 | -2  |
|  | 7.   | Atlantis    | 45 | 33 | 12 | 9  | 12 | 45 | 47 | -2  |
|  | 8.   | KuPS        | 37 | 33 | 9  | 10 | 14 | 37 | 48 | -11 |
|  | 9.   | Lahti       | 36 | 33 | 9  | 9  | 15 | 38 | 48 | -10 |
|  | 10.  | Jazz        | 32 | 33 | 7  | 11 | 15 | 36 | 52 | -16 |
|  | 11.  | Jokerit     | 28 | 33 | 7  | 7  | 19 | 31 | 56 | -25 |
|  | 12.  | RoPS        | 24 | 33 | 5  | 9  | 19 | 25 | 56 | -31 |

Legenda:
      Campione di Finlandia e ammessa alla UEFA Champions League 2002-2003
      Ammesse in Coppa UEFA 2002-2003
      Ammessa in Coppa Intertoto 2002
 Ammessa allo spareggio promozione-retrocessione
      Retrocesse in Ykkönen
Note:
Tre punti a vittoria, uno a pareggio, zero a sconfitta.

## Spareggio promozione/retrocessione
|         | Risultati |         | Luogo e data              |
| ------- | --------- | ------- | ------------------------- |
| Jaro    | 1-1       | Jokerit | Jakobstad, ? ottobre 2001 |
| Jokerit | 3-4       | Jaro    | Helsinki, ? ottobre 2001  |
|         |           |         |                           |

## Statistiche

### Classifica marcatori
| Gol |  |  | Giocatore        | Squadra        |
| --- |  |  | ---------------- | -------------- |
| 22  |  |  | Paulus Roiha     | HJK            |
| 16  |  |  | Antti Pohja      | Tampere United |
| 13  |  |  | Richard Teberio  | Inter Turku    |
| 12  |  |  | Peter Sampo      | KuPS           |
| 11  |  |  | Niki Helenius    | Lahti          |
| 10  |  |  | Sami Ylä-Jussila | Atlantis       |